# Гекльберри Финн (фильм, 1931)
«Гекльберри Финн» (англ. Huckleberry Finn) — американская детская кинокомедия 1931 года, по повести Марка Твена «Приключения Гекльберри Финна» (1884). Продолжение фильма «Том Сойер», выпущенного той же компанией годом ранее.

## Сюжет
Фильм достаточно подробно пересказывает оригинальную книгу, хотя некоторые важные сцены опущены, а новые — добавлены.

## В ролях
- Джеки Куган — Том Сойер
- Джуниор Даркин[англ.] — Гекльберри Финн
- Мици Грин — Бекки Тэтчер
- Джеки Сирл — Сид Сойер
- Кларенс Мьюз[англ.] — Джим
- Юджин Паллетт — «Герцог»
- Оскар Апфель[англ.] — «Король»
- Клара Бландик — тётя Полли
- Джейн Дарвелл — вдова Дуглас
- Шарлотта Генри — Мэри Джейн

## Премьерный показ в разных странах[1]
- США — 7 августа 1931
- Финляндия — 8 февраля 1932
- Дания — 6 октября 1932